# Mohamed Ahmed al-Mannai
Mohamed Ahmed al-Mannai (né le 12 septembre 1992) est un athlète qatarien, spécialiste du décathlon.
Il est deuxième lors des Championnats du monde jeunesse 2009 derrière le Français Kevin Mayer.
Il remporte le titre de champion d’Asie junior en 2010.
Le 26 août 2018, lors des Jeux asiatiques, il porte son record personnel à 7 442 points à Jakarta.